# Гетеборг і Богус (лен)
Гетеборг і Богус (швед. Göteborgs och Bohus län) — колишній лен у центральній частині Швеції у провінціях Вестерйотланд, Галланд і Богуслен. Центром було місто Гетеборг. 
Лен утворено 1700 року. Скасований 31 грудня 1997 року після об'єднання з ленами Ельвсборг та Скараборг у теперішній лен Вестра Йоталанд.

## Див. також

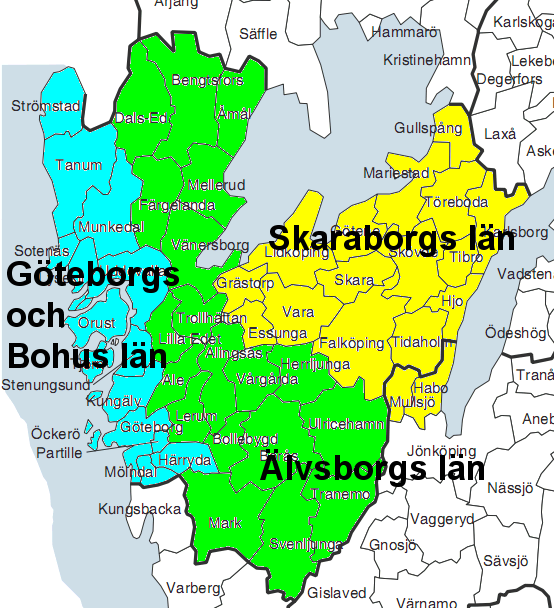
Лен Гетеборг і Богус (1971-1997)